# Bahnhof Biel/Bienne

Der Bahnhof Biel/Bienne ist der zentrale Bahnhof der zweisprachigen Stadt Biel/Bienne in der Schweiz. Der von den Schweizerischen Bundesbahnen (SBB) betriebene Bahnhof ist einer der wichtigsten Eisenbahnknoten und gehört zu den meistfrequentierten Bahnhöfen der Schweiz. Seit Einführung des Taktknotensystems ist der Bahnhof Biel/Bienne ein sogenannter Volltaktknoten (sämtliche Anschlüsse zwischen den verschiedenen Linien sind in einem Knotenbahnhof aufeinander abgestimmt). Auch im Nahverkehr ist der Bahnhof Biel/Bienne der zentrale Verkehrsknoten der Stadt Biel und des Seelands, der durch zahlreiche Buslinien der Verkehrsbetriebe Biel (VB) und der Aare Seeland mobil (ASm) sowie durch verschiedene Postautolinien bedient wird.
Im Jahr 2023 wurde der Bahnhof Biel/Bienne von durchschnittlich 64'000 Personen pro Tag frequentiert.

## Lage
Der Bahnhof Biel/Bienne liegt – anders als in vielen anderen Schweizer Städten – nicht direkt neben der Altstadt, sondern von dieser etwas entfernt im Stadtquartier Neustadt Süd in der Nähe des Bielerseeufers. Dies liegt daran, dass der Bahnhof im Laufe der Zeit aufgrund des rasanten Wachstums der Stadt zweimal an den jeweiligen Stadtrand verschoben wurde, um der Stadtentwicklung Platz zu machen.
Anlässlich der Streckenanpassung (1919–23) im Zuge des Bahnhofneubaus am heutigen Standort wurden die Gleise auf einen Damm verlegt und befinden sich dementsprechend beim Bahnhof in Hochlage.

## Geschichte

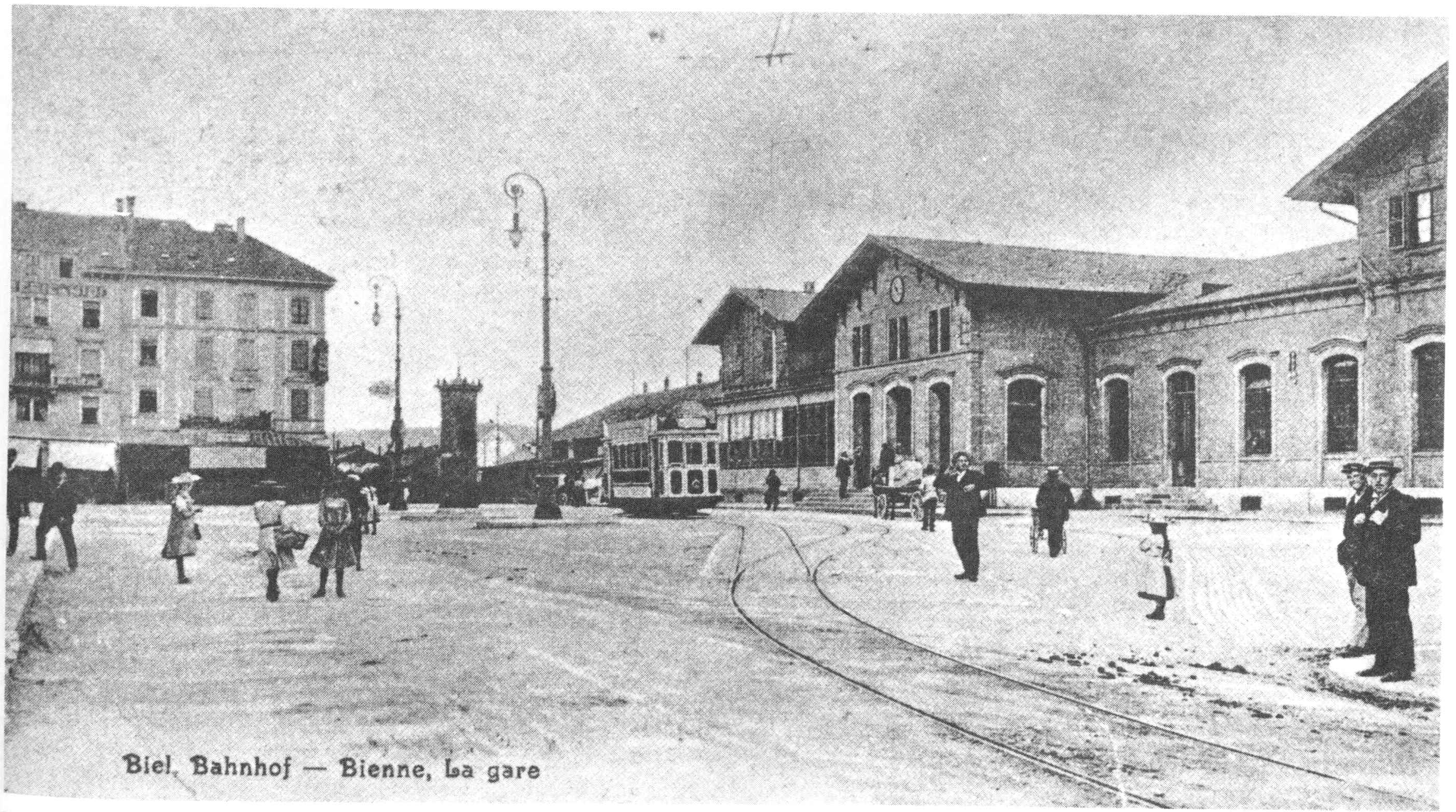
Zweiter Bieler Bahnhof (erbaut 1864), heute General-Guisan-Platz

### Bahnhof
Die Schweizerische Centralbahn (SCB), die am 1. Juni 1857 in Biel den Betrieb aufnahm, legte am Schüss-Kanal einen provisorischen Bahnhof an. Auch die Schweizerische Ostwestbahn (OWB), die 1861 von der Bernischen Staatsbahn (BSB) aufgekauft wurde, legte 1860 bei der Eröffnung der Strecke nach La Neuveville (Neuenstadt) einen provisorischen Bahnhof in der Nidaumatte an. In Hinblick auf die Eröffnung der Strecke nach Bern wurde in der Nidaumatte 1864 ein neuer Bahnhof erstellt. Dieser lag im Bereich des heutigen General-Guisan-Platzes. Damals verlief die Bahnlinie ungefähr in der Lage der heutigen Güterstrasse zur Hauptwerkstätte Biel sowie dem Güterbahnhof Biel. Die Zufahrtgleise zu den Drahtwerken folgten dem ehemaligen Streckenverlauf. Der Rangierbahnhof neben der Hauptwerkstätte wurde 1890 eröffnet.
Zusammen mit der Streckenverlegung 1923 wurde auch ein neuer Bahnhof am heutigen Standort eingeweiht. Bei der Streckenverlegung wurde die gesamte Eisenbahnstrecke auf einen Damm gelegt, um niveaugleiche Bahnübergänge zu vermeiden. 1975 wurde die unterirdische Zufahrt der Biel-Täuffelen-Ins-Bahn (BTI) zum Bahnhof fertiggestellt. Der anfänglich eher kleine südöstliche Ausgang des Bahnhofs, der zusammen mit dem BTI-Bahnhof entstand und neben den Gleisen des BTI hinausführte, wurde anlässlich der Expo.02 zu einem ordentlichen Ausgang in südwestlicher Richtung auf den heutigen Robert-Walser-Platz aufgewertet.

### Verbindung zum Nahverkehr
Schon 1877 wurde in Biel eine normalspurige Pferdestrassenbahn («Rösslitram») von der Compagnie générale des tramways suisses eröffnet. Es handelte sich dabei – nach Genf – um die zweite Strassenbahn der Schweiz. Die Strecke Bözingen nach Nidau führte über den Bahnhof. 1901 kaufte die Stadt die Pferdestrassenbahn, benannte diese in Städtische Strassenbahn Biel um, baute die Strecke auf Meterspur aus und elektrifizierte sie. 1913 wurde eine zweite Linie eröffnet, auf der auch die Biel-Meinisberg-Bahn den Bahnhof Biel erreichte. 1916 wurde in Nidau die Verbindung zur Seeländischen Lokalbahnen hergestellt.
Zwischen 1940 und 1948 wurden die Strassenbahnlinien aufgehoben und durch Trolleybusse (Oberleitungsbusse) ersetzt. Die Städtische Strassenbahn Biel wurde in der Folge in Verkehrsbetriebe Biel umbenannt. Die Seeländischen Lokalbahnen übernahmen 1945 die Tramgleise zwischen Nidau und dem Bahnhof und änderten den Gesellschaftsnamen zu Biel-Täuffelen-Ins-Bahn (BTI). Sie benutzte die Tramgleise, bis sie 1975 auf der Südseite unter den Gleisen ihre neue Bahnhofzufahrt eröffnete. Der unterirdische BTI-Bahnhof wurde am 22. Mai 1975 in Betrieb genommen.
→ siehe auch Strassenbahn Biel, Trolleybus Biel/Bienne, Verkehrsbetriebe Biel

## Gebäude

### Erstes Bahnhofsgebäude (1857)
Der provisorische Bahnhof von 1857 wurde nach den Entwürfen von Karl Etzel und Ludwig Maring erstellt. Er lag am Schüss-Kanal, in der Nähe des heutigen Zentralplatzes. Der Zentralplatz (ursprünglich Centralplatz) im heutigen Bieler Stadtzentrum trägt seinen Namen nicht aufgrund seiner zentralen Lage, sondern wegen der Schweizerischen Centralbahn, welche den ersten Bahnhof von 1857 erbaute.

### Zweites Bahnhofsgebäude (1864)
Das Bahnhofsgebäude wurde von Johann Jenzer, dem damaligen Architekten der Berner Staatsbahn, entworfen. Es handelte sich um ein Gebäude in Fachwerkbauweise, das in eine mittige Haupteingangspartie mit dreifacher Bogenstellung und beidseitigen Anbauten gegliedert war. Ähnlich waren auch die zuvor errichteten Bahnhöfe von Thun und Luzern gestaltet. Bei der Eröffnung der Strecke nach Bern am 1. Juni 1864 stand das Gebäude zwar bereits, der Innenausbau war aber noch nicht abgeschlossen. Neben dem Empfangsgebäude wurden noch zwei Lokomotivschuppen, Güter- und Lagerhallen sowie ein Beamtenwohnhaus errichtet. 1888 wurde der Bahnhof erweitert und eine Beleuchtungsanlage eingebaut, die durch die Gebrüder Sulzer (Winterthur) geliefert wurde. Sie bestand aus einem Maschinenhaus, in das eine halblokomobile Dampfmaschine eingebaut wurde. Diese trieb die beiden Lichtmaschinen an, die nach dem System Thury arbeitete. Als Leuchtmittel kamen Bogenlampen, die als Teilungslampe nach System Schukert aufgebaut waren, zum Einsatz.

### Aktuelles Bahnhofsgebäude (1923)

Luftbild aus 100 m von Walter Mittelholzer (1927)

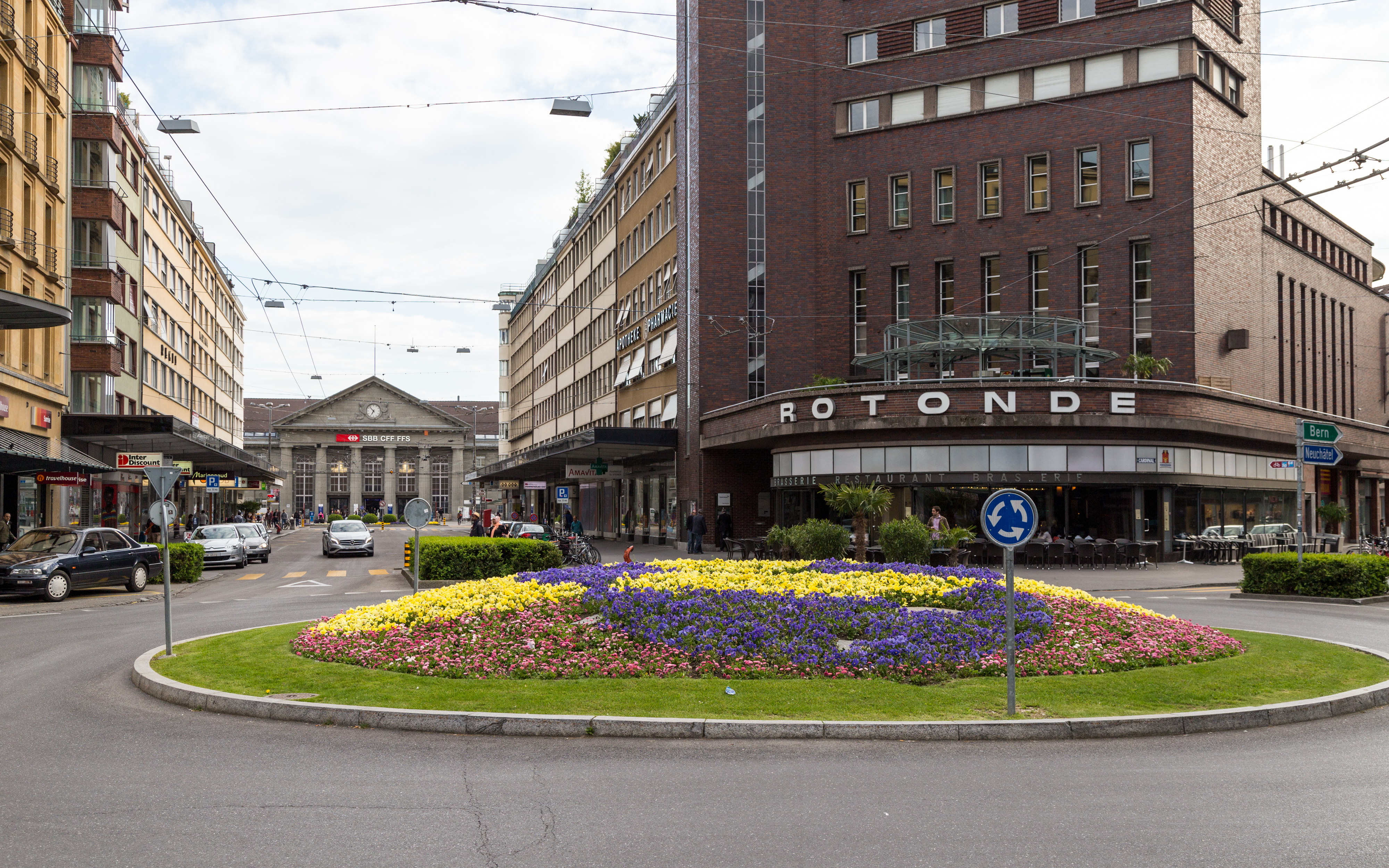
Blick aus Richtung General-Guisan-Platz, einheitliche Bebauung im Stil des Neuen Bauens (Neue Sachlichkeit)

Die Schweizerischen Bundesbahnen (SBB) und das Eidgenössische Department des Innern schrieben im Juni 1916 einen nationalen Wettbewerb aus «zur Erlangung von Entwürfen für die einheitliche architektonische Gestaltung der Fassaden des neuen Bahnhofsgebäudes und des Postgebäudes». Preisrichter waren Wilhelm Otto Sand (damaliger Generaldirektor der SBB), Louis Leuenberger (damaliger Bieler Stadtpräsident), Anton Stäger (damaliger Oberpostdirektor), die Architekten E. Baumgartner (Bern), Charles Chamorel (Lausanne), Alphonse Laverrière (Lausanne), Martin Risch (Chur), Robert Rittmeyer (Winterthur) sowie Oskar Weber (damaliger Adjunkt der Eidgenössischen Baudirektion).
Auf den 1. und 2. Platz gelangte ein Projekt von Moser und Schürch, auf den 3. Platz das Werk von Schell und Thévaz aus Lausanne, weiterhin wurden noch die Plätze 4 bis 7 vergeben. Die Ausführung wurde an Moser und Schürch vergeben.
Das neoklassizistische Gebäude ist auf die Achse der Bahnhofstrasse ausgerichtet. Der Haupteingang ist als mächtige Tempelfront ausgebildet. Er wirkt wie ein neues Stadttor. Beidseitig des Haupteinganges sind zwei Seitenflügel angebaut. Gemäss Objektbeschreibung der Denkmalpflege ist das Bahnhofsgebäude ein «respektheischender neoklassizistischer Palast, der mit seinem als mächtige dorische Tempelfront ausgebildeten Haupteingang 2-flügelige Schlossanlagen mit Ehrenhof und Propyläen zum Vorbild nimmt».
Das Bahnhofsgebäude steht unter Denkmalschutz und ist ein Kulturgut nationaler Bedeutung (höchste Stufe, sogenanntes A-Objekt).

Der Kunstmaler Philippe Robert erhielt den Auftrag zur Gestaltung einer Wand im Wartesaal Erster Klasse. In Ergänzung des ersten Werks, Der Stundentanz (1923), führte der Künstler zusätzlich drei weitere Fresken aus: Die Lebensstufen, Die Jahreszeiten sowie Zeit und Ewigkeit. Gemäss dem Schweizer Inventar schützenswerter Objekte von 1981 ist der Wartesaal integral zu erhalten.

Fresken von Philippe Robert im Wartesaal
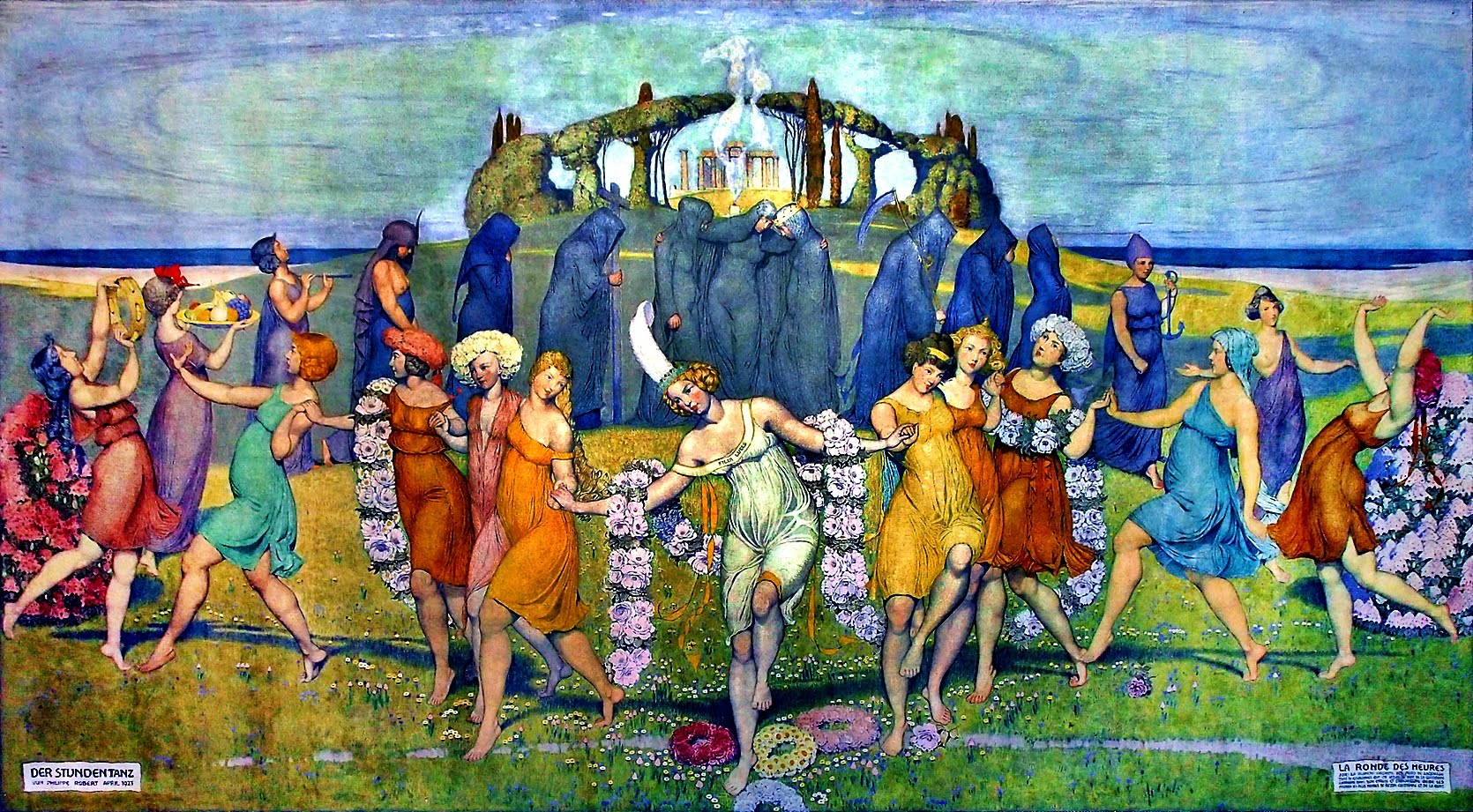
Der Stundentanz
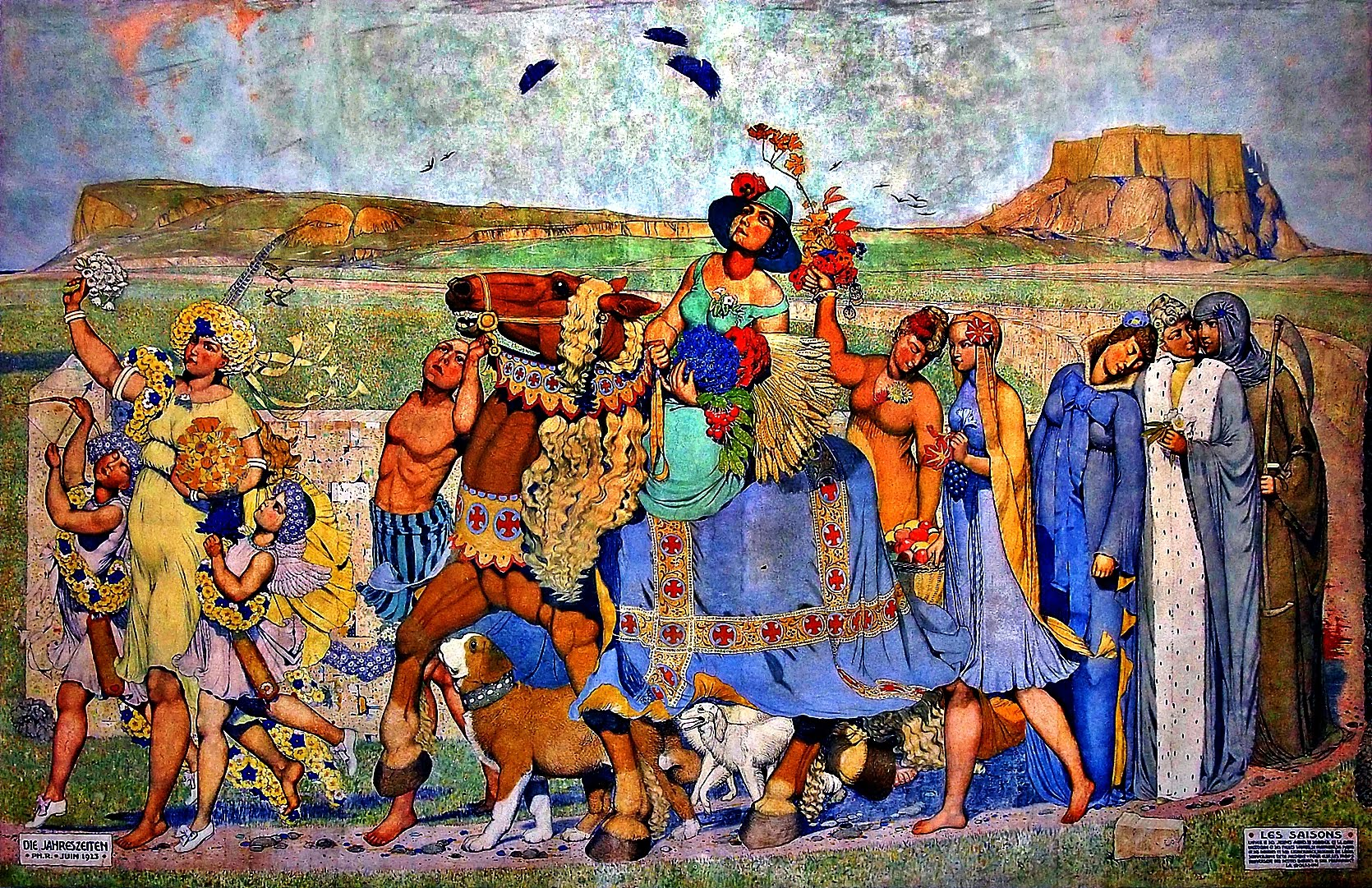
Die Jahreszeiten
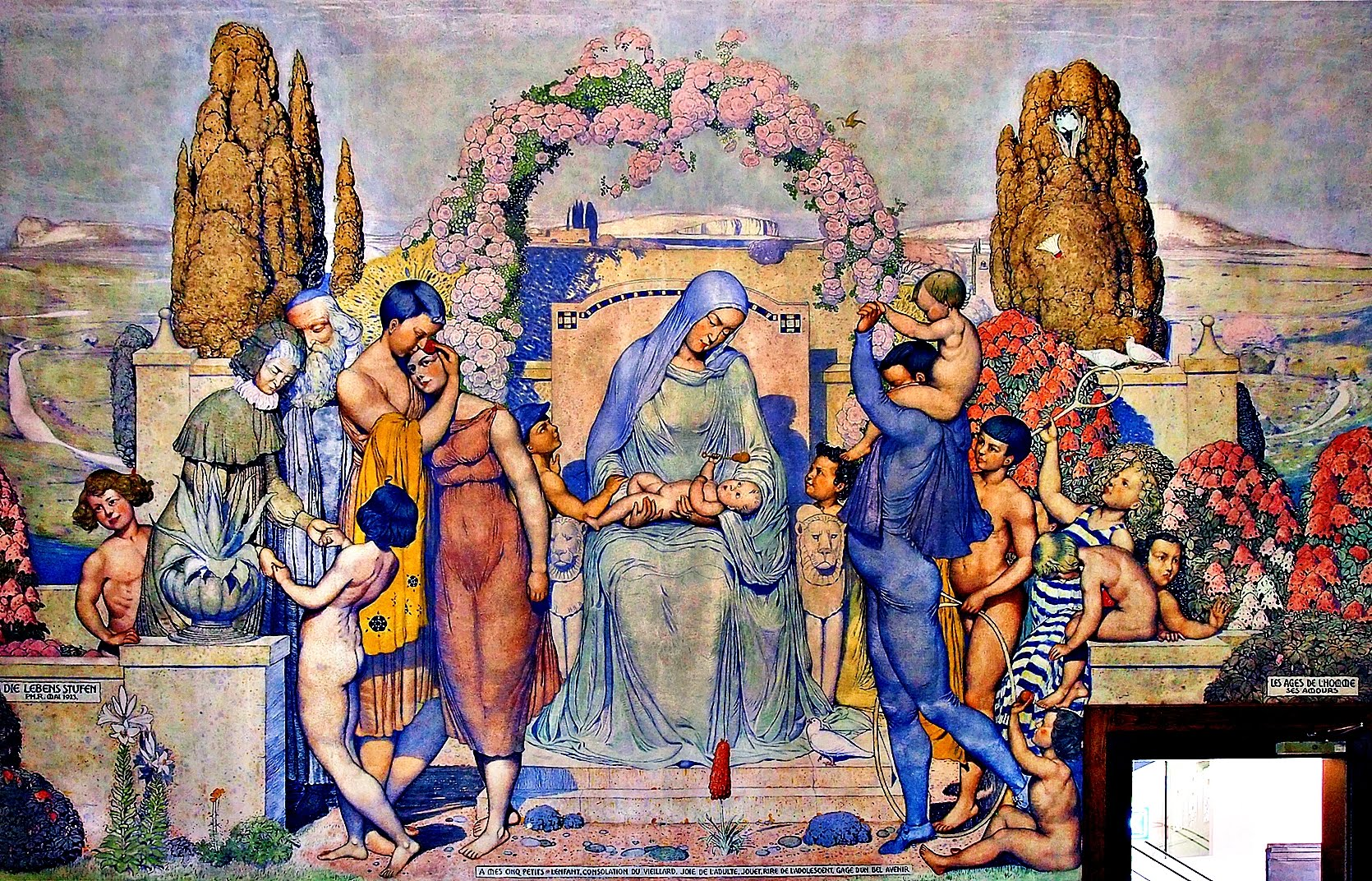
Die Lebensstufen

### Bahnhofquartier

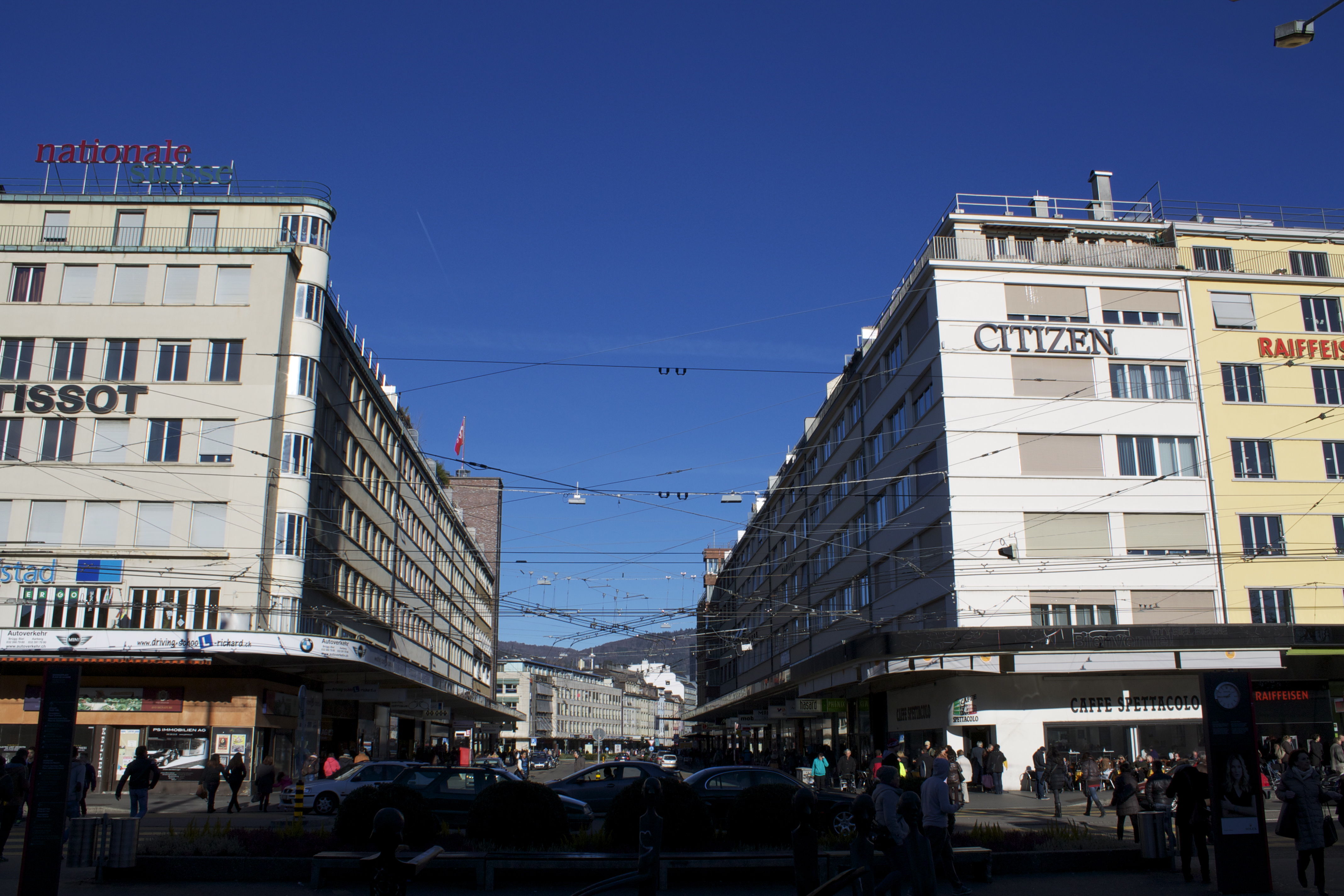
Blick vom Bahnhof in die Bahnhofstrasse, Gebäude im Stil des Neuen Bauens

Dadurch, dass der Neubau des aktuellen Bahnhofgebäudes südwestlich des vorherigen Bahnhofs errichtet wurde, ergab sich Platz für ein neues Bahnhofsviertel. Das «Bahnhofquartier» zwischen dem Standort des zweiten Bahnhofs (heute General-Guisan-Platz) und dem heutigen Bahnhof wurde in den Jahren 1927 bis 1938 geschlossen nach Bauvorschriften des Neuen Bauens errichtet. Das Quartier mit den einheitlich geplanten Strassenzügen ist schweizweit einzigartig.
→ Hauptartikel: Bieler Moderne

## Gegenwart
Zwischen Mai 2008 und Herbst 2010 wurde der Bahnhof saniert. Der renovierte Ostflügel wurde am 30. September 2009 eröffnet. Die offizielle Einweihung des neugestalteten Westflügels erfolgte im Zuge der Feierlichkeiten «Arc jurassien: 150 Jahre Eisenbahn» am 25./26. September 2010.

## Bilder

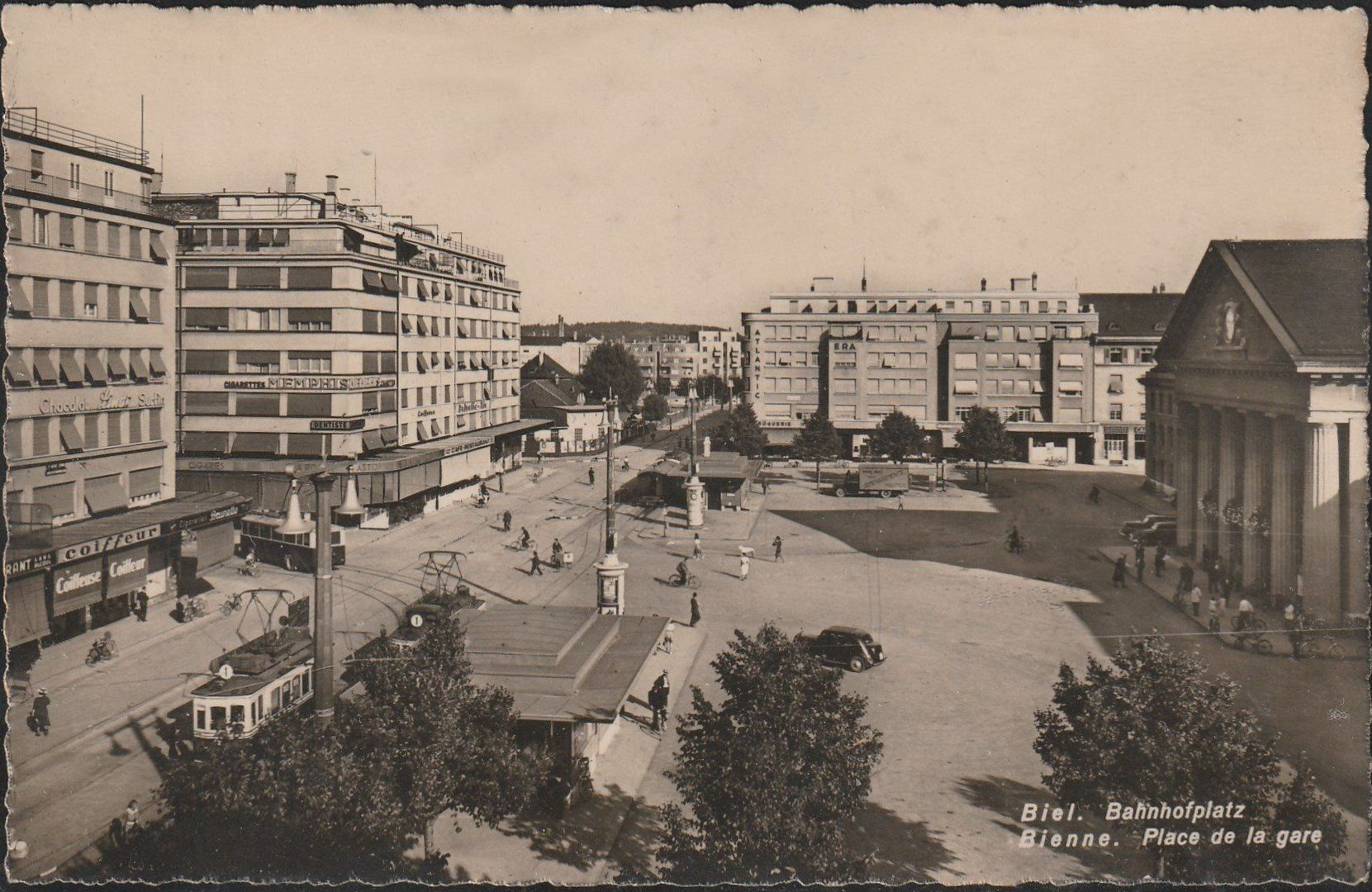
Bahnhofplatz (um 1935)
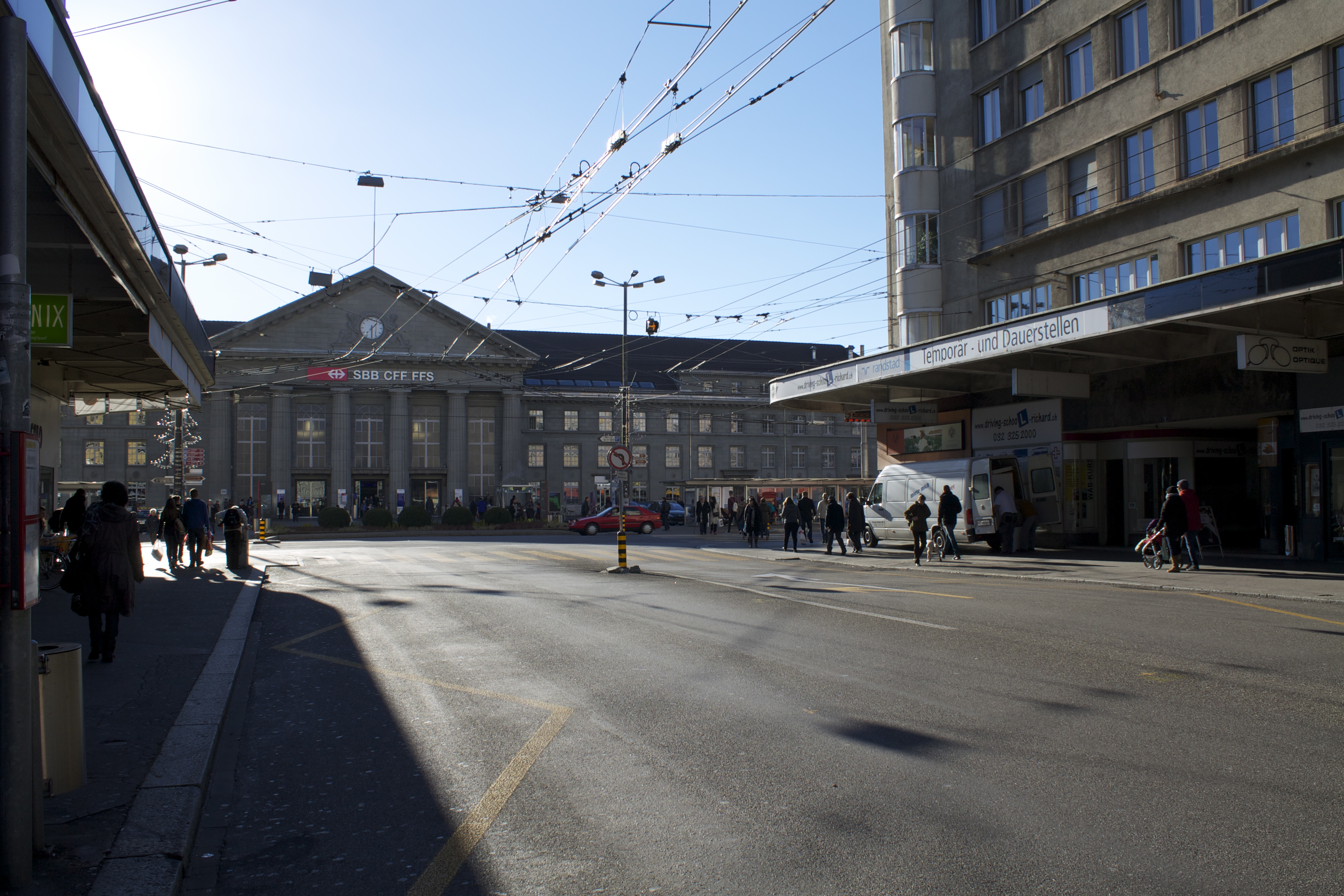
Blick aus Richtung Bahnhofstrasse
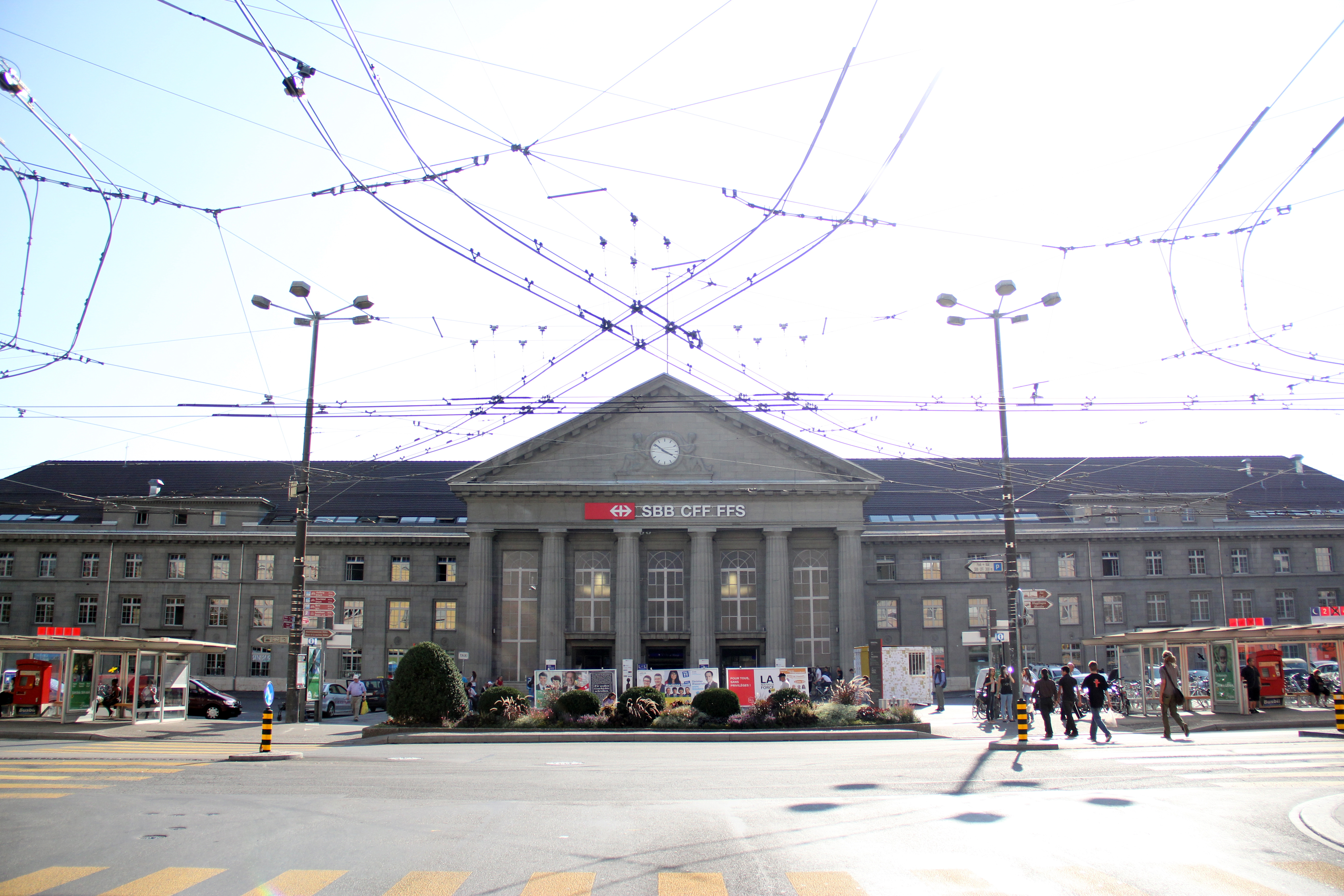
Bahnhofgebäude, im Vordergrund die Oberleitungen der Trolleybusse
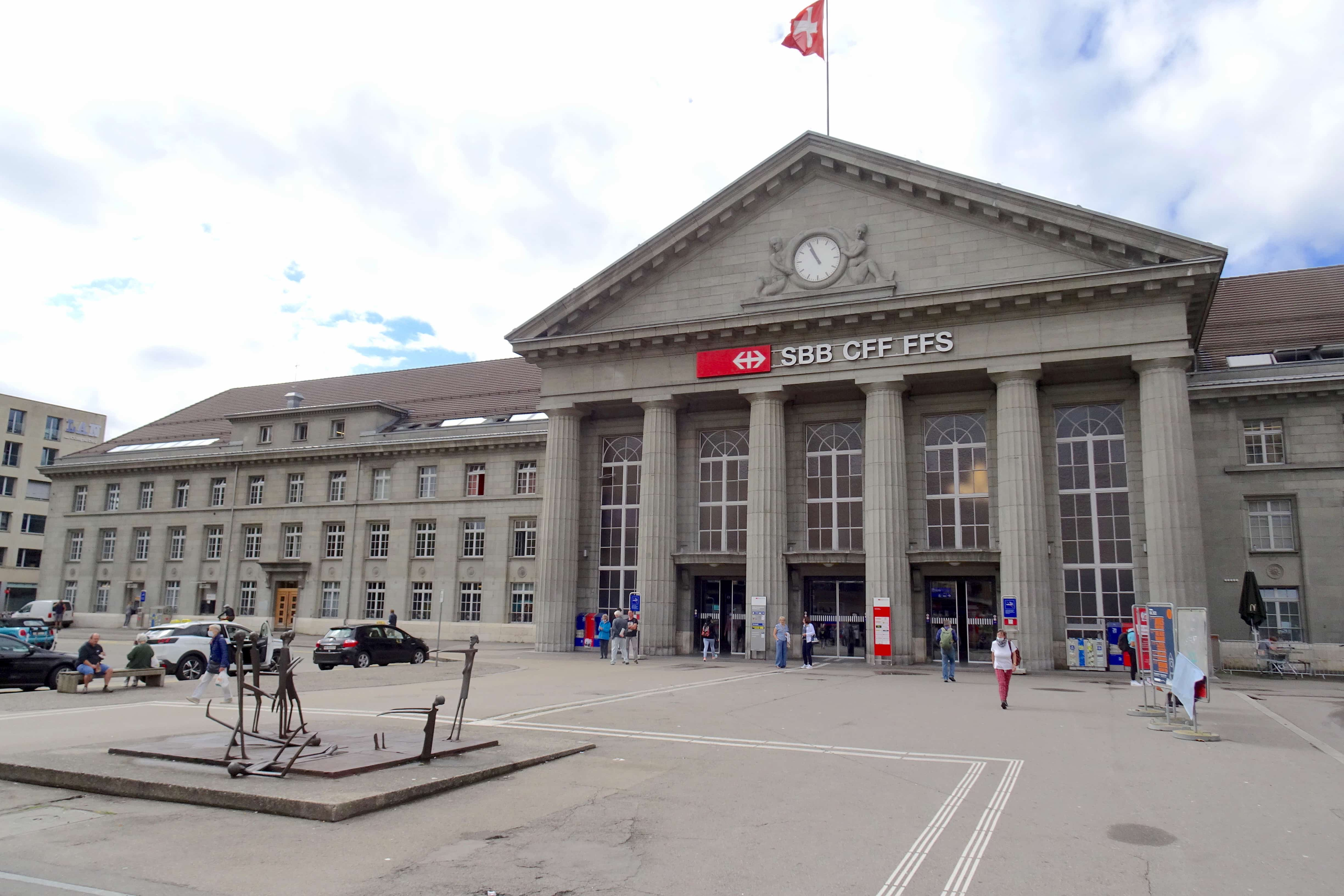
Hauptportal
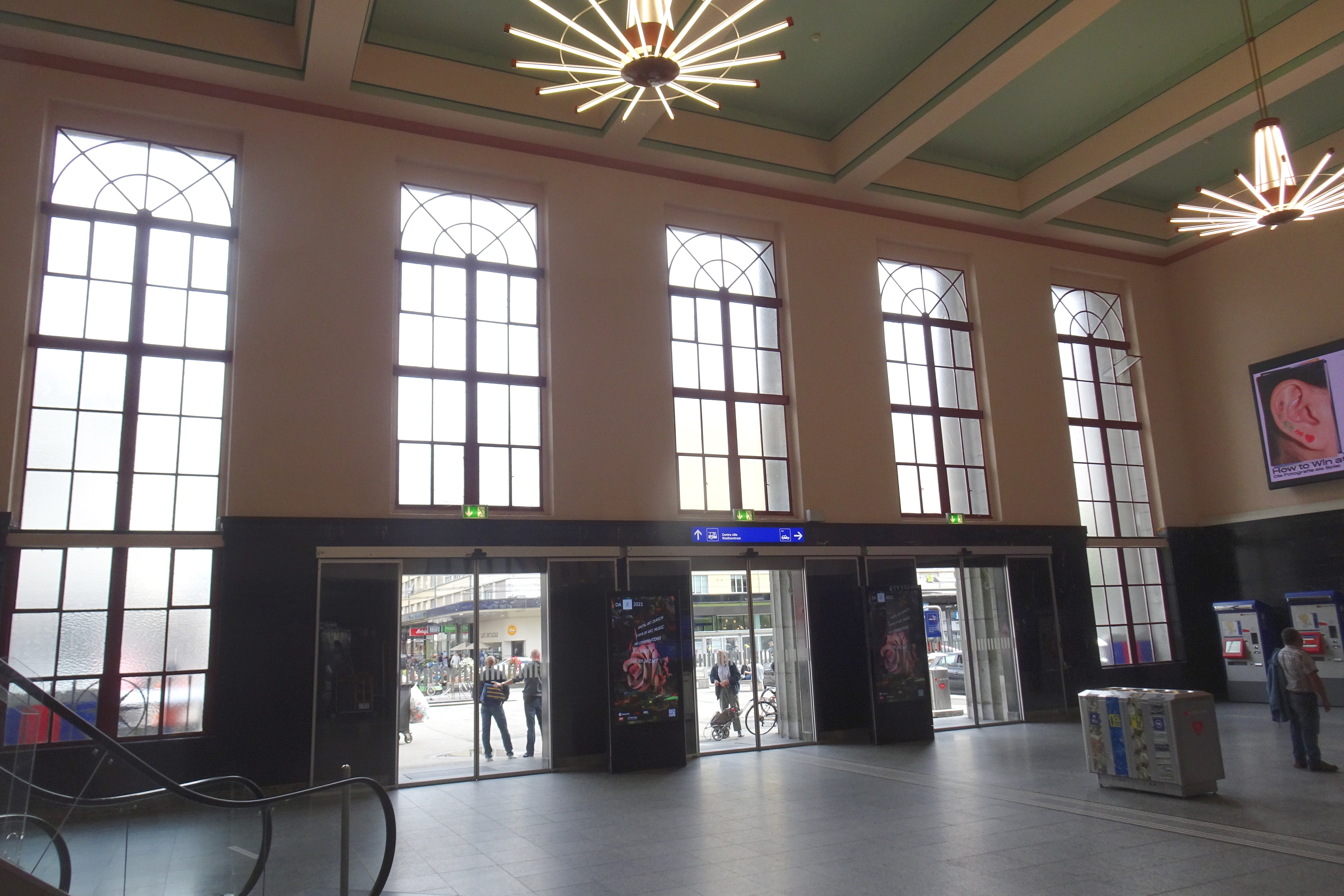
Haupthalle
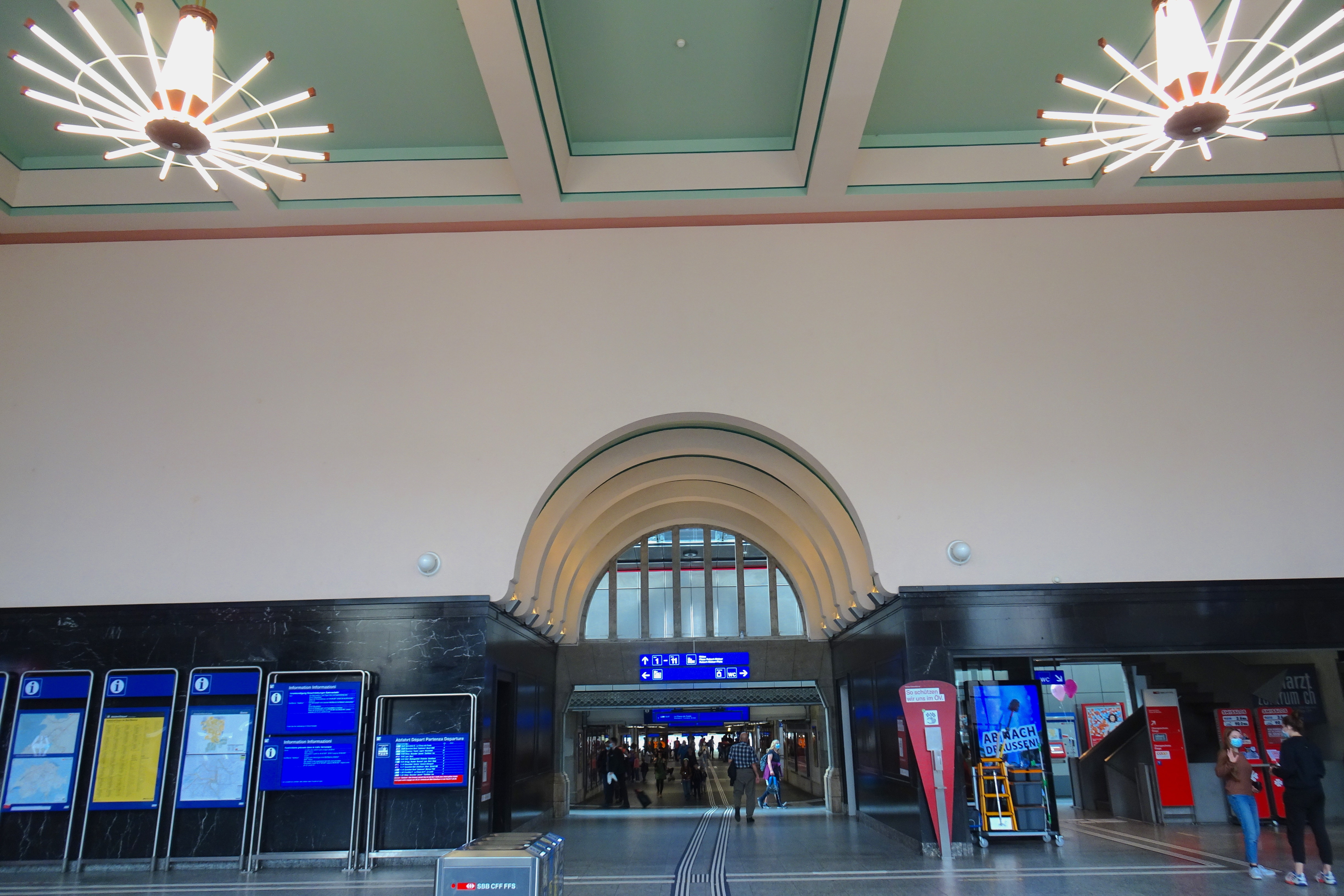
Haupthalle Richtung Perrons (Bahnsteige)
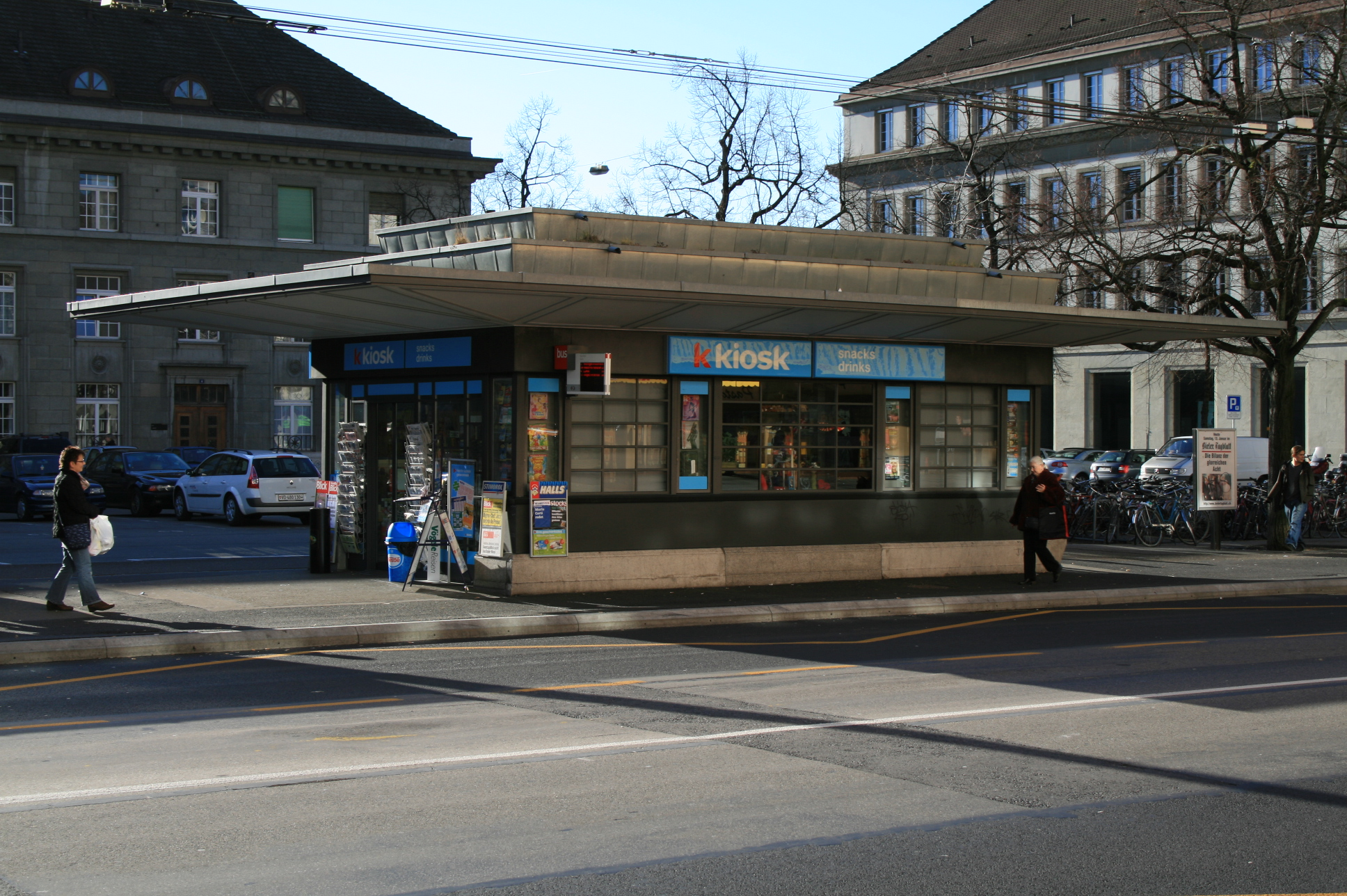
Kiosk am Bahnhofplatz (früher Tramwartehalle), im Hintergrund rechts die Hauptpost

## Verkehrsanbindung ans nationale Eisenbahnnetz

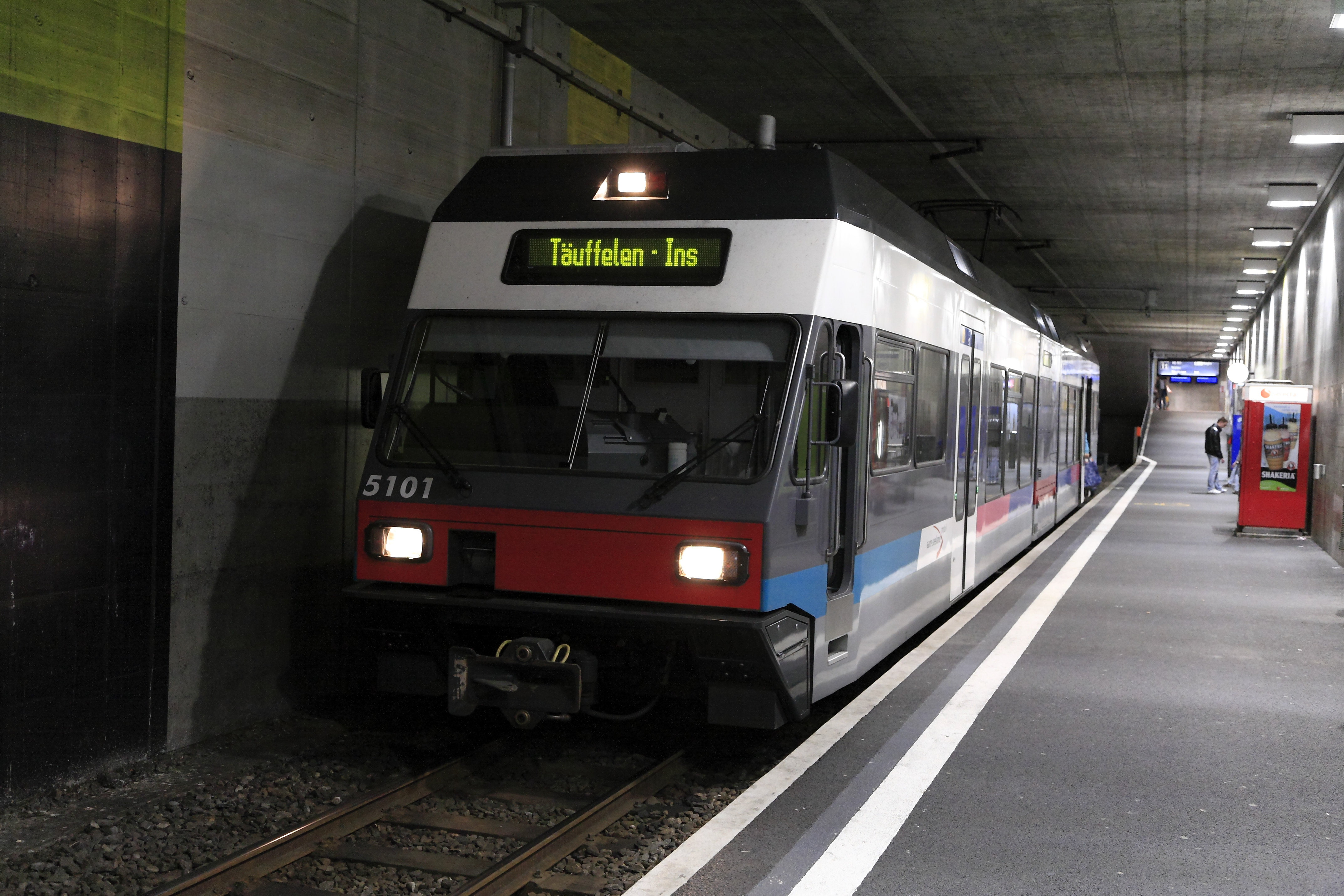
Gleis 11: Tunnelbahnhof und Endbahnhof der BTI

Der Bahnhof ist ein wichtiger Knotenpunkt an der Jurasüdfusslinie und gilt als Knotenbahnhof. Die Züge sind fahrplanmässig so gelegt, dass Anschluss in möglichst alle Richtungen gewährleistet ist. Der Bahnhof Biel ist ein Volltaktknoten mit Taktabfahrten jeweils stündlich um 15 und 45. In der Schweiz ist bei Vollknoten normalerweise jeweils stündlich 30 und 60 üblich.

### Fernverkehrsverbindungen (2020)
- 5 Lausanne – Biel/Bienne – Zürich HB ( – St. Gallen/Rorschach)  TT FZ BZ FS RZ , im Sommer zusätzlich , Lausanne–Zürich HB stündlich, mit Verlängerung zur Hauptverkehrszeit nach St. Gallen, Genève–Rorschach stündlich
- 51 Basel SBB – Delémont – Biel/Bienne  TT FZ BZ FS RZ , im Sommer zusätzlich
- 65 Bern – Biel/Bienne

### Regionalverkehr
- S 3 Belp – Bern – Lyss – Biel/Bienne (halbstündlich)
- S 20 Biel/Bienne – Solothurn – Olten (stündlich)
- S 31 Belp – Bern – Münchenbuchsee (– Lyss – Biel/Bienne)   (Hauptverkehrszeiten, weniger Haltestellen als bei der S3)
- S 37 Biel/Bienne – Ipsach – Täuffelen – Ins  (Schmalspurbahn Biel-Täuffelen-Ins BTI)
- R16 Neuchâtel – Biel/Bienne
- 41 Biel/Bienne – Tavannes – Moutier (stündlich, Flügelung in Sonceboz-Sombeval)
- 41 Biel/Bienne – St. Imier – La Chaux-de-Fonds (stündlich, Flügelung in Sonceboz-Sombeval)

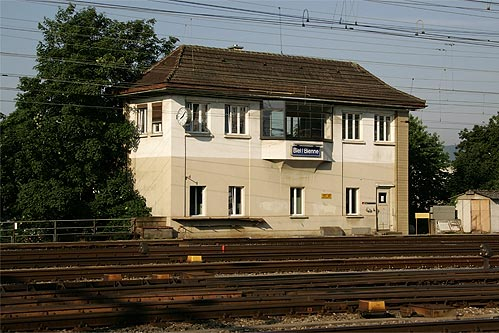
Stellwerk des HB Biel

- 56 Biel/Bienne – Delémont – Delle (– Meroux TGV) (stündlich)
- 4 Biel/Bienne – St-Imier – La Chaux-de-Fonds